# Sonny Čiba
Sonny Čiba (též Šiniči Čiba, angl. Sonny Chiba, vlastním jménem Sadaho Maeda, japonsky 前田 禎穂, 22. ledna 1939 Fukuoka – 19. srpna 2021 Kimicu) byl japonský herec a mistr bojových umění. Byl jedním z prvních herců, kteří se proslavili díky své znalosti bojových umění, nejprve v Japonsku a poté i mezinárodně.
K jeho nejznámějším filmovým rolím patřila role Hattori Hanza ve filmu Kill Bill.
Zemřel 19. srpna 2021 na zápal plic spojený s covidem-19.

## Filmografie
- Kill Bill (2003) jako Hattori Hanzō
- Rychle a zběsile: Tokijská jízda (2006) jako Kamata